# إدوار مرقص
إدوار نقولا الياس مُرقُص
(26 سبتمبر 1878 - 25 نوفمبر 1952) صحفي وشاعر وكاتب ومترجم سوري برز في عصر النهضة. ولد في اللاذقية وتعلم فيها. مارس مهنة التدريس مدة طويلة، وعمل في الصحافة السورية والمصرية. أنشأ عام 1911 جريدة المنتخب في اللاذقية أسبوعيّة استمرّت عامين، ثم أنشأ جريدة النهضة الجديدة عام 1919 أسبوعية. له مؤلفات عديدة وترجمات وأشعار وعدة كتب مدرسية في الإملاء والبيان والعروض. توفي في مسقط رأسه. 

## سيرته
ولد إدوار بن نقولا الياس مُرقُص يوم 26 سبتمبر 1878 في اللاذقية. تعلم في المدارس الأرثوذكسية وبمدرستَي الفرير والأمريكية، ثم اقتصر على الدراسة الشخصية حتى أتقن اللُّغتَين العربية والفرنسية. قضى حياته بعد التخرّج يعمل مدرّسًا في اللاذقية، وعدد من مدارس مصر، ومدرسة كفتين قرب طرابلس في لبنان.

حرّر في عدد كبير من الصحف والمجلّات في سوريا ولبنان ومصر مثل البيرق والبشير والمشرق ومجلة المجمع العلمي.
أصدر عام 1911 جريدة المنتخب أسبوعية في اللاذقية، ثم جريدة النهضة الجديدة أسبوعية في 1919 استمرت حتى عام 1924. ونشر كثيرًا من أبحاثه في مجلة المجمع وغيرها. ألف وترجم ما كان يقدره بأربعين مجلدًا.

انتُخب عام 1923 عضوًا مراسلًا في المجمع العلمي العربي (مجمع اللغة العربية) بدمشق، وعضوًا في المجلس الأعلى لمعارف اللاذقية عام 1928.

توفي إدوار مرقص في مسقط رأسه في 25 نوفمبر 1952.

## شعره
ذكره عبد العزيز البابطين في معجمه وقال عنه «تدل طريقة تقسيم ديوانه والعناوين التي تصدرت الأقسام على مفهوم الشعر عنده، ووظيفته، فهو شعر مناسبات، يجري في موضوعات تحددت معالمها سلفًا كما حددت أقسامها، وهذا يؤدي - عادة - إلى كبح جماح الإبداع، وتضييق مجال الاختيار. يذكر الشاعر في مقدمة ديوانه أن لغته - مع مراعاتها شروط الصحة والمتانة - سهلة رشيقة، بعيدة عن التوعر، بحيث يفهمها المتوسط في العلم. مع هذا اضطر إلى التدخل بالشرح اللغوي والبلاغي، وهذا مؤشر على تسلل الصنعة إلى هذا الشعر.» 

## مؤلفاته
- الأدب العربي في ماله وما عليه، 1939
- ديوان إدوار مرقص، 1935
- ذخيرة المتأدب، 1930
- فن التعريب عن اللغة الفرنسية، 1932

وترجم:
- أسرار الموت
- بطل السيف والمروءة
- شفاعة الحب
- في ظلال الموت
- المدائح الكنسيّة للعذراء مريم
- المقامر

## وصلات خارجية
- في موقع «أرشيف المجلات»